# 21258 Huckins
21258 Huckins è un asteroide della fascia principale. Scoperto nel 1996, presenta un'orbita caratterizzata da un semiasse maggiore pari a 3,1638598 UA e da un'eccentricità di 0,1604794, inclinata di 14,70345° rispetto all'eclittica.